# France Habe
France Habe (roj. Frančišek Habe), slovenski speleolog in krasoslovec, * 11. januar 1909, Vrhnika, † 12. oktober 1999, Postojna.
Oče mu je bil mlinar Tomaž, mati mu je bila Frančiška (rojena Debevec). Z jamarstvom se je začel ukvarjati pod mentorstvom vrhniškega učitelja in jamarja Ivana Michlerja. Študiral je geografijo in zgodovino  na Filozofski fakulteti, kjer je tudi diplomiral leta 1931 z diplomo z naslovom Toplinski odnošaji na izvirih Ljubljanice. Za Kras se je ponovno začel zanimati šele leta okoli leta 1952, ko je kot učitelj prišel v Postojno in na Rakek. Leta 1964 je doktoriral na Ljubljanski univerzi z doktoratom Morfološko-hidrografski razvoj severnega roba Pivške kotline s posebnim ozirom na Predjamski sektor. V letih 1965−1977 je bil znanstveni sodelavec Inštituta za raziskovanje krasa pri Slovenski akademiji znanosti in umetnosti.
Raziskoval je geomorfološke hidrološke  in speleološke značilnosti notranjskega krasa, zlasti pivške kotline; proučeval je tudi kras v Črni gori, Romuniji in Ekvadorju. Jamarjem se je pridružil leta 1926 in se uveljavil v domačem in tujem merilu. Poglobljeno se je ukvarjal z jamarski turizmom in varstvom krasa in jam, posebej še s Škocjanskimi jamami. Bil je 6 let predsednik Zveze speologov Jugoslavije in predsednik komisije za varstvo jam in jamski turizem pri Mednarodni speološki zvezi. Njegova bibliografija obsega 199 zapisov, med njimi je tudi nekaj monografij. V jamarstvu in krasoslovju se je uveljaviltudi kot fotograf. 